# 林翔
林翔（1882年—1935年7月5日），字璧予，福建省福州府侯官縣（今福州市閩侯縣）人，中華民國司法官员、中華民國第3任銓敘部部長 ，林则徐的曾孙。

## 生平
林翔早年曾前往日本留学，就读于明治大学。
中华民国成立后，曾任九江军政府司法长，广州地方检察长，护法军政府总检察厅检察长，大元帅府建设部审计局局长、审计处处长等职。广州国民政府成立后，历任大理院代理院长、审政院委员、特派惩吏院委员、特别刑事审判所所长、司法调查委员会调查委员、司法部行政委员会委员、法制编审委员会委员等职。1927年起，又任中央法制委员会委员、监察院监察委员、军事委员会军法处处长等。1928年出任最高法院院长。1933年3月3日，任考试院铨叙部部长。
1935年7月5日，林翔突发脑溢血病逝，享年54岁。国民政府主席林森下令公葬优恤，事迹宣付国史馆。

## 逸事
林翔笃信佛教，曾与九世班禅及戴传贤倡办“时轮金刚法会”于杭州，祈祷世界和平。另外，林翔还积极倡导禁烟戒毒。